# Burg Kahlenberg (Thüringen)
Die Burg Kahlenberg ist eine abgegangene hochmittelalterliche Höhenburg in Thüringen. Die bei dem Ortsteil Kahlenberg im mittleren Bereich der Hörselberge, am „Burbacher Pass“ oder auf dem Geländesporn „die Hornburg“ in der Ortslage   vermutete Burgstelle konnte bisher nicht zweifelsfrei lokalisiert werden.

## Geschichte
Der Name Kahlenberg des heutigen Ortsteils der Gemeinde Wutha-Farnroda wurde im Jahr 1131 erstmals urkundlich erwähnt. Das Dorf gehörte zum Besitz des Klosters Fulda (Mark Lupnitz) und wurde als Lehen an die Familie von Wangenheim vergeben.
Als nach dem Aussterben der Ludowinger im Jahre 1247 der Thüringer Erbfolgekrieg das Gebiet um Eisenach verheerte, wurde nach der Reinhardsbrunner Chronik in der Umgebung von Eisenach und im Nesse- und Hörseltal mit dem Bau von Burgen und Befestigungen durch Ortsadelige und die beteiligten Kriegsparteien begonnen. Dabei errichteten die Herren von Stockhausen die  Malittenburg, die Herren von Wangenheim die Burg Kahlenberg, und die Eisenacher Bürger erbauten die Frauenburg bei Eisenach und die Eisenacher Burg.
Nach der von Johannes Rothe 1409 verfassten Thüringischen Chronik:
„Anno 1248 logirte sich Herzog Albrecht zcu Brunswich, des tochter war der Hereczogen czu Brabant Ludowice S. Elizabet tochter son vormahelt, kegen Eisenach vorbaute Warberck, besaczete den Mittelstein ... das niemands wol kante abe ader czu kommen, da gegen bavte Margrafe Heinrich czu Meissen den Kalenberg der den von Wangenheym zcustendig …“
Die zu Rothe vorgelegten Forschungen werden an dieser Stelle durch einen zeitgenössischen Pirnaer Text relativiert:
„(Burg Kahlenberg) … hernach von Marggraf Heinrich zu Meissen 1256 mehr befestiget, 1289 aber, nebst andern dergleichen Schloessern, wegen daraus veruebten vielen Raubereyen, zerbrochen und zerstoehret worden.“
Aus diesen Vermerken geht hervor, das die Burg Kahlenberg eine von den Wangenheimern, wahrscheinlich  mit Duldung einer Kriegspartei erbaute Eigenbefestigung bei ihrem Lehen Kahlenberg war. Die in der Zeit des Thüringisch-hessischen Erbfolgekrieges verübten Übergriffe und Raubereyen veranlassten die Wettiner, zu denen die Wangenheimer hielten, die nachfolgende Zerstörung der Burg durchzusetzen.